# Hjälmarsvägen

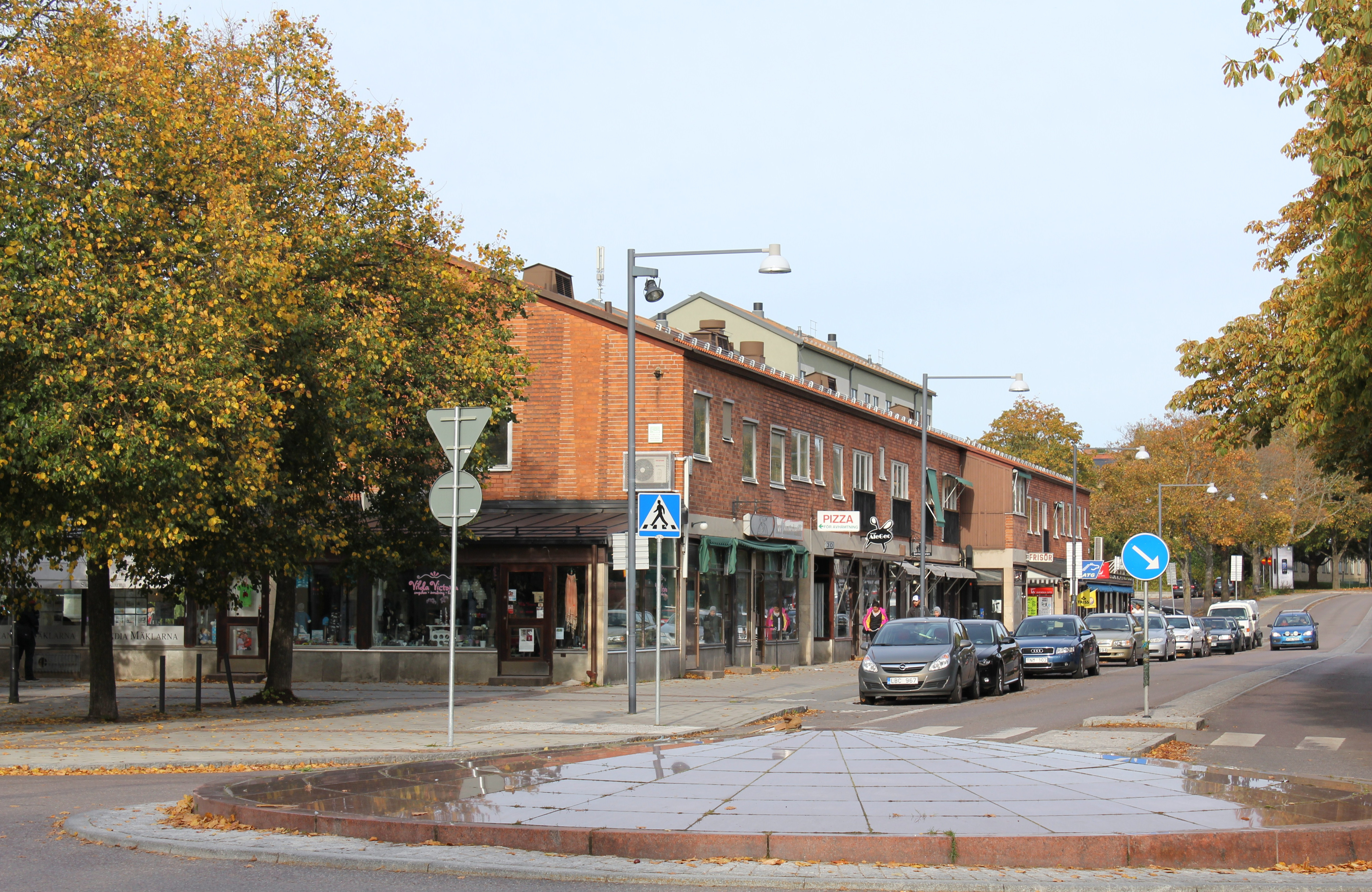
Hjälmarsvägens södra länga sedd från korsningen med Årstavägen och Bråviksvägen, oktober 2011.

Hjälmarsvägen är en gata i stadsdelen Årsta i Söderort inom Stockholms kommun. Gatan sträcker sig från Årstavägen och Bråviksvägen i syd till Sköntorpsvägen i nordost. Buss 160 och buss 164 trafikerar gatan. Årsta centrum, Årstaskolan och förskolan Lilla Dalen är belägna vid Hjälmarsvägen. Gatan namngavs 1941 och ingår i kategorin gatunamn sjöar och vikar. Namnet kommer från sjön Hjälmaren.